# أنتراتسيت
أنتراتسيت (Антрацит) هي مدينة في محافظة لوهانسك في أوكرانيا.